# Bharatiya Gorkha Janashakti
Bharatiya Gorkha Janashakti (Indisk Gorkha Folkmakt), är ett politiskt parti i norra Västbengalen i Indien. BGJS lanserades 1998, med sikte på lokalvalet i Darjeeling 1999. BGJS var en del av den enhetsfront som bildades inför valet av Communist Party of Revolutionary Marxists och Akhil Bharatiya Gorkha League. 
BGJS krävde att alla Gorkhas skulle inkluderas som Scheduled Tribes (vilket innebär tillgång till särskilda reservationer och kvoter) och att DHAGC:s gränser skulle ritas om. 
2003 återstartades BGJS, inför DHAGC-valet senare nästa år.
BGJS:s ordförande är C.R. Rai.